# (1012) Sarema
(1012) Sarema es un asteroide que forma parte del cinturón de asteroides y fue descubierto por Karl Wilhelm Reinmuth el 12 de enero de 1924 desde el observatorio de Heidelberg-Königstuhl, Alemania.

## Designación y nombre
Sarema se designó inicialmente como 1924 PM.
Más tarde fue nombrado por Sarema, un personaje de las obras del escritor ruso Aleksandr Pushkin (1799-1837).

## Características orbitales
Sarema orbita a una distancia media del Sol de 2,479 ua, pudiendo acercarse hasta 2,144 ua y alejarse hasta 2,815 ua. Tiene una inclinación orbital de 4,033° y una excentricidad de 0,1352. Emplea 1426 días en completar una órbita alrededor del Sol.